# Spojene posude
Spojene posude su međusobno povezane posude tako da se tekućina u njima može slobodno gibati iz jedne u drugu. Visina stupca tekućine u svim je spojenim posudama jednaka, što se naziva zakonom o spojenim posudama.
Ako uzmemo cijev u obliku slova U i nalijemo u nju vodu, vidjet ćemo da će voda u jednom i drugom kraku biti jednako visoko. To proizlazi iz činjenice što hidrostatski tlak na svakom mjestu cijevi koja spaja posude ovisi samo o visini stupca tekućine do površine nad tim mjestom. Kad bi visine obiju strana kod cijevi istog presjeka bile različito visoke, značilo bi da s jedne strane djeluje veća sila nego s druge, pa bi to izazvalo strujanje tekućine dok se ne bi izjednačile visine u posudama. U vodokaznoj cijevi kotla voda stoji jednako visoko kao i u kotlu. Kad se u blizini rijeke iskopa bunar, voda koja se iz rijeke provlači kroz pjeskovito tlo, takozvana temeljna voda, napuni bunar i stoji jednako visoko kao što je i vodostaj rijeke. 
Nalaze li se u U cijevi dvije tekućine koje se ne miješaju, na primjer ulje i voda, dakle različitih specifičnih težina, obje razine tekućina u istoj visini. Ulje ima manju specifičnu težinu γ1, pa je potreban viši stupac ulja da svojim pritiskom drži ravnotežu stupcu vode u drugom kraku. Vrijedi:
{\displaystyle {\frac {\gamma _{1}}{\gamma _{2}}}={\frac {\rho _{1}}{\rho _{2}}}={\frac {h_{2}}{h_{1}}}}
Zaključak: specifične težine, odnosno gustoće dviju tekućina u spojenim posudama odnose se obrnuto proporcionalno kao visine njihovih stupaca. Iz navedenog izraza vidimo da ovakva cijev omogućuje određivanje specifične težine neke tekućine ako su poznate ostale 3 veličine.  

## Primjena

### Vodovod
Vodovod se uglavnom osniva na zakonu spojenih posuda, odnosno na djelovanju hidrostatskog tlaka. Takav vodovodni sustav sastoji se od vodospreme (rezervoara) koji mora biti smješten na povišenom mjestu. U vodospremu se tlači voda pomoću jakih sisaljki u pumpnim stanicama iz rijeke ili naročitih rezervoara u kojima se skuplja dobro filtrirana riječna voda. Od vodospreme vodi glavna cijev po gradu od koje izlaze odvojci vodovodnih cijevi u pojedine kuće. Da se cijevi ne bi smrzavale, stavljaju se u zemlju, na dubinu veću od 2 metra. Sve te cijevi čine sustav spojenih posuda u kojima je voda na istoj visini. Obično je gradska vodovodna mreža građena po takozvanom kružnom sustavu. Glavna cijev čini tu kao neki prsten od kojeg idu vodovodne cijevi u raznim pravcima. Na taj je način moguće, u slučaju neispravnosti, isključiti bilo koji odvod od glavne cijevi, a da se ne spriječi snabdijevanje drugih dijelova gradskog vodovoda. Voda kojom se snabdijeva gradsko stanovništvo, mora se pročistiti posebnim filtrima. 

### Arteški bunar
Na osnovu spojenih posuda zasniva se i arteški bunar. Temeljna voda može izbijati nad površinom ako se bunar iskopa na mjestu gdje se teren spušta.

### Ustava ili brana
Primjena spojenih posuda može se također vidjti kod ustava ili brana koje služe za prolaz brodova na rijekama ili kanalima kada brod treba, na primjer, spuštati na manju visinu. Na kanalu se postavlja nekoliko vrata (brodska prevodnica) koja ga dijele na više dijelova. U svakom dijelu kanala brod stoji na drugoj visini. Kada brod dođe do brodske prevodnice, čeka dok se razina vode u kanalu iza vrata (ustava ili zapornica) izjednači s razinom ispred vrata. Pošto se razine izjednače, vrata se otvaraju, brod prolazi u drugi dio kanala, a vrata se iza njega zatvaraju. I to se tako nastavlja dok brod ne prođe kroz cijeli kanal.